# 龍光寺 (鴻巣市)
龍光寺（りゅうこうじ）は、埼玉県鴻巣市にある曹洞宗の寺院。

## 歴史
創建年代は不明である。ただ1607年（慶長12年）の『武州足立郡箕田内大芦村御検地水帳』に記載されていることから、その頃までには既に存在していたものと推測される。埼玉県の地誌『武蔵国郡村誌』では、開山年は1624年（寛永元年）としている。
当社の境内には、馬頭観音堂がある。かつては2月19日の縁日に馬を飼っていた人々が参詣していたが、馬を動力源とすることが少なくなった現在では、昔日ほどの賑わいはなくなってきている。
現在の本堂は、1975年（昭和50年）に新築され、馬頭観音堂も1990年（平成2年）に建てられたものである。

## 文化財
- 嘉禎二年板碑（鴻巣市指定有形文化財 昭和46年9月1日指定）[3]

## 交通アクセス
- 吹上駅より徒歩17分。